# 藤沢市立俣野小学校
藤沢市立俣野小学校（ふじさわしりつ またのしょうがっこう）は、神奈川県藤沢市にある公立小学校。

## 沿革
出典
- 1971年（昭和46年）4月1日 - 開校（4月2日開校式）
- 1974年2月23日 - 校歌完成
- 1981年4月1日 - 創立10周年
- 1991年（平成3年）4月1日 - 創立20周年
- 2000年9月20日 - 文部省（現文部科学省）より、「食」の指導実践研究（モデル校）を受ける
- 2001年4月1日 - 創立30周年
- 2003年11月8日 - 緑と花のまちづくり花壇コンクール金賞受賞
（以降、2004～2006年まで連続受賞）
- 2011年4月1日 - 創立40周年

## 学校教育目標
心豊かにたくましく生きる俣野っ子を育む

## 進学先
- 藤沢市立六会中学校 - 亀井野地区から通う児童の進学先
- 藤沢市立大清水中学校 - 立石地区から通う児童の進学先

## 所在地情報
所在地
- 神奈川県藤沢市西俣野2660番地

交通
- 小田急江ノ島線善行駅より徒歩15分